# HC Heidelberg

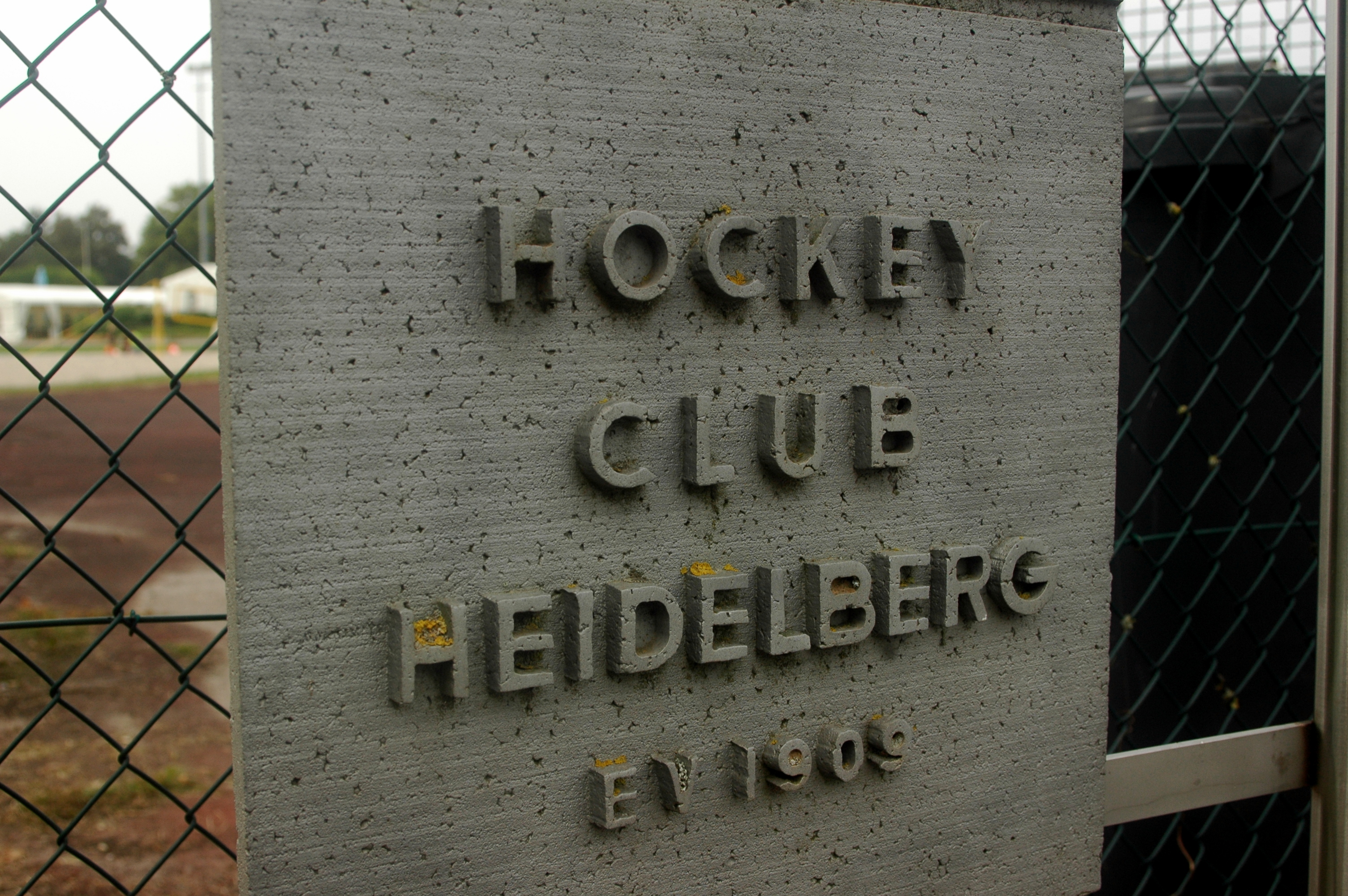

Der HC Heidelberg ist ein traditionsreicher Hockeyclub und Gründungsmitglied sowohl der Feldhockey-Bundesliga als auch der Hallenhockey-Bundesliga. Gegründet wurde der Verein am 15. April 1909 von Absolventen der Oberrealschule in der Kettengasse, die auch nach ihrer Schulzeit weiter Hockey spielen wollten. Das von Engländern des Heidelberg College in Heidelberg eingeführte Hockey war seit 1906 offiziell von den Schulen aufgegriffen worden. Die Platzanlage mit Kunstrasenplatz und Clubhaus befindet sich an der Speyrer Straße rund 4 km südwestlich der Altstadt. Die größten Erfolge feierte der Verein mit je einer Deutschen Feldmeisterschaft 1982 und einer Hallenmeisterschaft 1971 bei den Herren.

## Herren
Über Jahrzehnte stellte der HCH eine der besten Männermannschaften des Landes. Schon bei den ersten deutschen Meisterschaft im Feldhockey 1937 wurde der HCH Dritter hinter dem Berliner SC und ETuF Essen. Auch nach dem Zweiten Weltkrieg gehörte der Verein zur Deutschen Spitze. So war man von Anfang an Mitglied der Feld- und Hallen-Bundesliga. Den Höhepunkt stellen die beiden Deutschen Meisterschaften in der Halle 1971 und auf dem Feld 1982 dar. In der Halle stieg das Team 1990 aus der Bundesliga ab und durchlief eine Durststrecke in unteren Ligen bis 1999 der Aufstieg in die 2. Bundesliga gelang und ein Jahr später sogar der Wiederaufstieg in die Bundesliga. Nach Abstiegen aus der Eliteliga 2002 und 2006 war die 2. Bundesliga wieder Heimstätte für die Herren, genauso wie beim Feldhockey. Jedoch führte eine fehlende Jugendarbeit und das Aufhören einiger Spieler dazu, dass man sich zwischenzeitlich sogar wieder in der Oberliga fand, bevor 2016 die Rückkehr in die 2. Regionalliga gelang, die in der folgenden Saison im letzten Spiel gehalten wurde.
Im Laufe der Zeit stellte der Club eine Vielzahl von Spielern für die Nationalmannschaft ab. So gewann eine Reihe von HCH-Spielern olympisches Edelmetall: Hans Haußmann und Friedrich Horn Bronze in Amsterdam 1928, Heinrich Peter Silber in Berlin 1936, Michael Peter und Dieter Freise Gold in München 1972 sowie Michael Peter und Christian Bassemir Silber in Los Angeles 1984.
Im Nachwuchsbereich konnten die A-Knaben 1997 die Deutsche Meisterschaft in der Halle erringen. Aus der Jugendarbeit unter Rudi Sattel ist auch Clemens Arnold hervorgegangen, der Welt- und Europameister im Tor der Nationalmannschaft wurde.
Endspiele um die Deutsche Hockeymeisterschaft der Herren mit Beteiligung des HC Heidelberg
- Halle 1971: HC Heidelberg – Berliner HC 12:3
- Halle 1980: TG Frankenthal – HC Heidelberg 12:10 n. V.
- Feld 1982: HC Heidelberg – Limburger HC 3:2
- Feld 1984: Limburger HC – HC Heidelberg 3:1

| Europapokalbilanz Herren Feld |                    |        |       |          |
| Jahr                          | Wettbewerb         | Niveau | Platz | Ort      |
| 1983                          | Club Champions Cup | 1      | 6     | Den Haag |

## Damen
Damenhockey gibt es seit 1919 beim HCH. Die Blütezeit der Damen waren die 60er-Jahre mit fünf Finalteilnahmen bei den Deutschen Hallenmeisterschaften. Bekannte Spielerinnen damals waren die Nationalspielerinnen Inge und Helga Schleicher sowie Ute Faas. In der Halle konnten die 1. Damen in der Saison 06/07 den Wiederaufstieg in die Regionalliga nicht realisieren. Die Meisterschaft in der Oberliga Baden-Württemberg berechtigte zwar zu Aufstiegsspielen gegen den 1. Hanauer THC, die aber beide verloren gingen. Auf dem Feld konnte in der Saison 06/07 die Regionalliga als Vorletzter nicht gehalten werden, so dass auch dort der HCH in der kommenden Saison in der Oberliga antritt. Den größten Erfolg in der jüngeren Geschichte feierte die weiblichen Jugend B mit Dieter Freise durch die deutsche Vizemeisterschaft in der Halle 2003.
Endspiele um die Deutsche Hockeymeisterschaft der Damen mit Beteiligung des HC Heidelberg
- Halle 1962: SKG Frankfurt – HC Heidelberg 2:0
- Halle 1966: Großflottbeker THGC – HC Heidelberg 4:3
- Halle 1967: ESV Rot-Weiß Stuttgart – HC Heidelberg 2:1
- Halle 1968: ESV Rot-Weiß Stuttgart – HC Heidelberg 4:3 n. V.
- Halle 1969: ESV Rot-Weiß Stuttgart – HC Heidelberg 1:0

## Nationalspieler und Nationalspielerinnen des HC Heidelberg
| Herren             | Zeitraum | Anzahl Spiele | Damen                  | Zeitraum | Anzahl Spiele |
| ------------------ | -------- | ------------- | ---------------------- | -------- | ------------- |
| Hans Haußmann      | 1925–28  | 4             | Inge Mayer             | 1963–66  | 12            |
| Friedrich Horn     | 1928–32  | 5             | Helga Frank-Schleicher | 1965–66  | 3             |
| Walter Zapp        | 1929     | 1             | Ute Faas               | 1969     | 1             |
| Heinrich Peter     | 1930–38  | 5             |                        |          |               |
| Karl-Ludwig Peters | 1951–53  | 9             |                        |          |               |
| Hermann Winkler    | 1962–64  | 10            |                        |          |               |
| Dieter Freise      | 19769-76 | 86            |                        |          |               |
| Michael Peter      | 1969–85  | 262           |                        |          |               |
| Rudi Wösch         | 1974     | 10            |                        |          |               |
| Jürgen Stemmler    | 1974–76  | 17            |                        |          |               |
| Christian Bassemir | 1976–85  | 67            |                        |          | [ 2 ]         |